# Exobasidium savilei
Exobasidium savilei ist eine Pilzart der Familie der Nacktbasidienverwandten (Exobasidiaceae) aus der Ordnung Ustilaginomycotina. Sie ist ein Endoparasit der Torfgränke (Chamaedaphne calyculata). Symptome des Befalls durch den Pilz ist die hellgrüne bis dunkelrötliche Verfärbung der Blätter der Wirtspflanzen. Das Verbreitungsgebiet der Art umfasst die gemäßigte bis subboreale Holarktis.

## Merkmale

### Makroskopische Merkmale
Exobasidium savilei ist mit bloßem Auge zunächst nicht zu erkennen. Symptome des Befalls sind hellgrün bis dunkelrot verfärbte Blätter, die zudem leicht vergrößert sind, sowie im Spätstadium auf der Blattunterseite hervortretendes Myzel.

### Mikroskopische Merkmale
Das Myzel von Exobasidium savilei wächst wie bei allen Nacktbasidien interzellulär und bildet Saugfäden, die in das Speichergewebe des Wirtes wachsen. Die meist viersporigen Basidien sind bis zu 5 µm breit und unseptiert. Sie wachsen direkt aus der Wirtsepidermis oder aus Spaltöffnungen. Die dick bananenartig bis subzylindrisch geformten Sporen sind hyalin und 10–13 × 2,5–4 µm groß. Die Konidien sind ellipsoid oder bazillen- bis annähernd spindelförmig und 6–20 × 0,8–4 µm groß.

## Verbreitung
Das bekannte Verbreitungsgebiet von Exobasidum savilei umfasst die gemäßigten bis subborealen Regionen Eurasiens und Nordamerikas.

## Ökologie
Die Wirtspflanze von Exobasidium savilei ist die Torfgränke (Chamaedaphne calyculata). Der Pilz ernährt sich von den im Speichergewebe der Pflanzen vorhandenen Nährstoffen, seine Basidien brechen später durch die Blattoberfläche und setzen Sporen frei. Die Sporen keimen zu  Keimschläuchen und Konidien, aus denen sich dann neues Myzel entwickelt.